# همراهی (موسیقی)

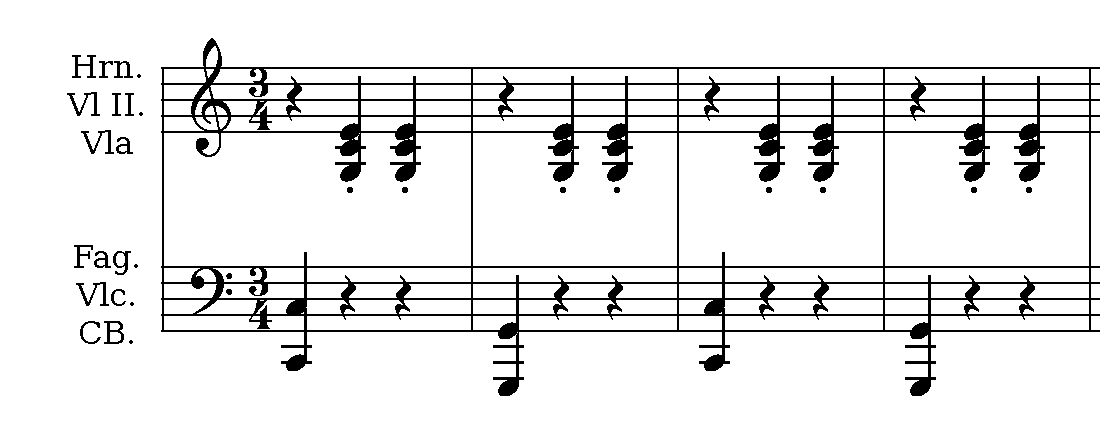

همراهی، یا آکمپانیمان (به انگلیسی: Accompaniment)، در موسیقی، به معنی نواختن همراه با نوازنده اصلی یک قطعه موسیقی است. همراهی معمولاً به صورت اجرای آکوردهای مقطع است. 